# Larry James
George Lawrence (Larry) James (Mount Pleasant (New York), 6 november 1947 - Galloway Township (New Jersey), 6 november 2008) was een Afro-Amerikaanse atleet, die gespecialiseerd was in de sprint. Hij nam eenmaal deel aan de Olympische Spelen en won hierbij twee medailles.

## Biografie
James studeerde aan de Villanova University en studeerde daar af in business administration. Hij stond bekend als sterk hordeloper en hink-stap-springer, maar in het olympisch jaar 1968 concentreerde hij zich op de sprint.
Hij vestigde het record op de 400 meter met een tijd van 44,1 toen hij zich als tweede na landgenoot Lee Evans plaatste voor de Olympische Spelen van 1968 in Mexico-Stad.
Op de Spelen behaalde hij zilver met een tijd van 43,97 op de 400 meter, waardoor hij het bestaande record verbeterde maar nog verslagen werd door Evans (deze behaalde een tijd van 43,86). Hij behaalde ook goud op de 4 x 400 m estafette, waardoor het wereldrecord verbeterd werd in 2.56,16. Dit record hield stand tot 1992. Tijdens de Spelen van Mexico protesteerde hij samen met de twee andere atleten op het podium van de 400 m tegen de rassenscheiding in de Verenigde Staten door de vuist in de lucht te steken (symbool van de strijd van de Black Power).
In 2003 werd hij opgenomen in de USA Track & field Hall of Fame. Larry James stierf in 2008 op zijn 61ste verjaardag aan darmkanker.

## Titels
- Olympisch kampioen 4 x 400 m estafette - 1968
- NCAA kampioen 440 yard (outdoor) - 1970
- NCAA kampioen 440 yard (indoor) - 1968, 1969, 1970
- IC4A kampioen 440 yard - 1968, 1969, 1970

## Persoonlijke records
- 400 m – 43,97 s (1968)
- 400 m horden - 50,2 (1970)

## Palmares

### 400 m
- 1968:  OS - 43,97 s

### 400 m horden
- 1970:  Universiade - 50,2 s

### 4 x 400 m estafette
- 1968:  OS - 2.56,16

1912: Sheppard, Lindberg, Meredith, Reidpath ·
1920: Griffiths, Lindsay, Ainsworth-Davis, Butler ·
1924: Cochran, Helffrich, MacDonald, Stevenson ·
1928: Baird, Alderman, Spencer, Barbuti ·
1932: Fuqua, Ablowich, Warner, Carr ·
1936: Wolff, Rampling, Roberts, Brown ·
1948: Harnden, Bourland, Cochran, Whitfield ·
1952: Wint, Laing, McKenley, Rhoden ·
1956: Jenkins, Jones, Mashburn, Courtney ·
1960: Yerman, Young, G. Davis, O. Davis ·
1964: Cassell, Larrabee, Williams, Carr ·
1968: Matthews, Freeman, James, Evans ·
1972: Asati, Nyamau, Ouko, Sang ·
1976: Frazier, Brown, Newhouse, Parks ·
1980: Valiulis, Linge, Tsjernetski, Markin ·
1984: Nix, Armstead, Babers, McKay ·
1988: Everett, Lewis, Robinzine, Reynolds ·
1992: Valmon, Watts, Johnson, Lewis ·
1996: Harrison, Smith, Mills, Maybank ·
2000: Bada, Chukwu, Monye, Udo-Obong  ·
2004: Harris, Brew, Wariner, Williamson ·
2008: Merritt, Taylor, Neville, Wariner ·
2012: Brown, Pinder, Mathieu, Miller ·
2016: Hall, McQuay, Roberts, Merritt ·
2020: Cherry, Norman, Deadmon, Benjamin ·
2024: Bailey, Norwood, Deadmon, Benjamin